# Puzzle Bobble
Puzzle Bobble (in Europa und Nordamerika auch Bust-a-Move) ist ein Arcade-Spiel von Taito aus dem Jahr 1994. Es folgten Umsetzungen des Spielprinzips für diverse Konsolen und Heimcomputer. Thematisch ist das Spiel an Bubble Bobble angelehnt.

## Spielprinzip
Im oberen Spielbereich befinden sich verschiedenfarbige Bälle beziehungsweise Blasen. Unten in der Mitte des Bildschirms steuert der Spieler einen Zeiger, der Bälle abschießen kann, welche in der Farbe variieren. Trifft eine abgeschossene Blase eine Ansammlung von mindestens zwei gleichfarbigen Blasen, so löst sich diese zusammenhängende Gruppe aus Blasen gleicher Farbe auf. Ansonsten bleibt die abgeschossene Blase an den anderen Blasen kleben. Ziel des Spieles ist es, die Blasen vollständig zu dezimieren. Man verliert, wenn sich die Blasen bis an den unteren Bildschirmrand auftürmen. Dabei folgen verschiedene Level mit unterschiedlichen Anfangskonstellationen, die in der Schwierigkeit steigen.
Im Mehrspielermodus werden zwei Spielfelder nebeneinander mit identischer Ausgangslage dargestellt. Entfernt ein Spieler eine größere Anzahl von Blasen, so wird ein Teil dieser Blasen dem Spielfeld des Gegenspielers hinzugefügt.

## Entwicklung und Veröffentlichung
Das Spiel wurde ursprünglich als Bubble Buster entwickelt und erschien im Juni 1994 in Japan unter dem Titel Puzzle Bobble in Arcade-Spielhallen auf Basis von Taitos B System. In den Vereinigten Staaten wurde es als Bust-A-Move veröffentlicht. Im Dezember 1994 erschien es zudem für das Neo Geo MVS. Eine Version für das Super Famicom folgte in Japan im Januar 1995. Weitere Versionen wurden 1995 für das Neo Geo CD, den 3DO und den Sega Game Gear veröffentlicht. Im Jahr 1999 folgten Umsetzungen für Neo Geo Pocket, WonderSwan und Microsoft Windows. Unter dem Namen ACA NeoGeo: Puzzle Bobble erschien eine Umsetzung als Downloadtitel für Nintendo Switch, PlayStation 4 und Xbox One.

## Rezeption
Puzzle Bobble gilt mit seinem einfachen und beliebten Spielprinzip als Klassiker unter den Computerspielen. In der Retrospektive bewertete MANIAC.de die Neo-Geo-Version mit 85 und die SNES-Version mit 87 von 100 Punkten.

„Unglaublich fesselndes Tüftelspiel mit Tempo, Taktik und einem Suchtfaktor in 'Tetris'-Dimensionen.“

## Nachfolger und Klone

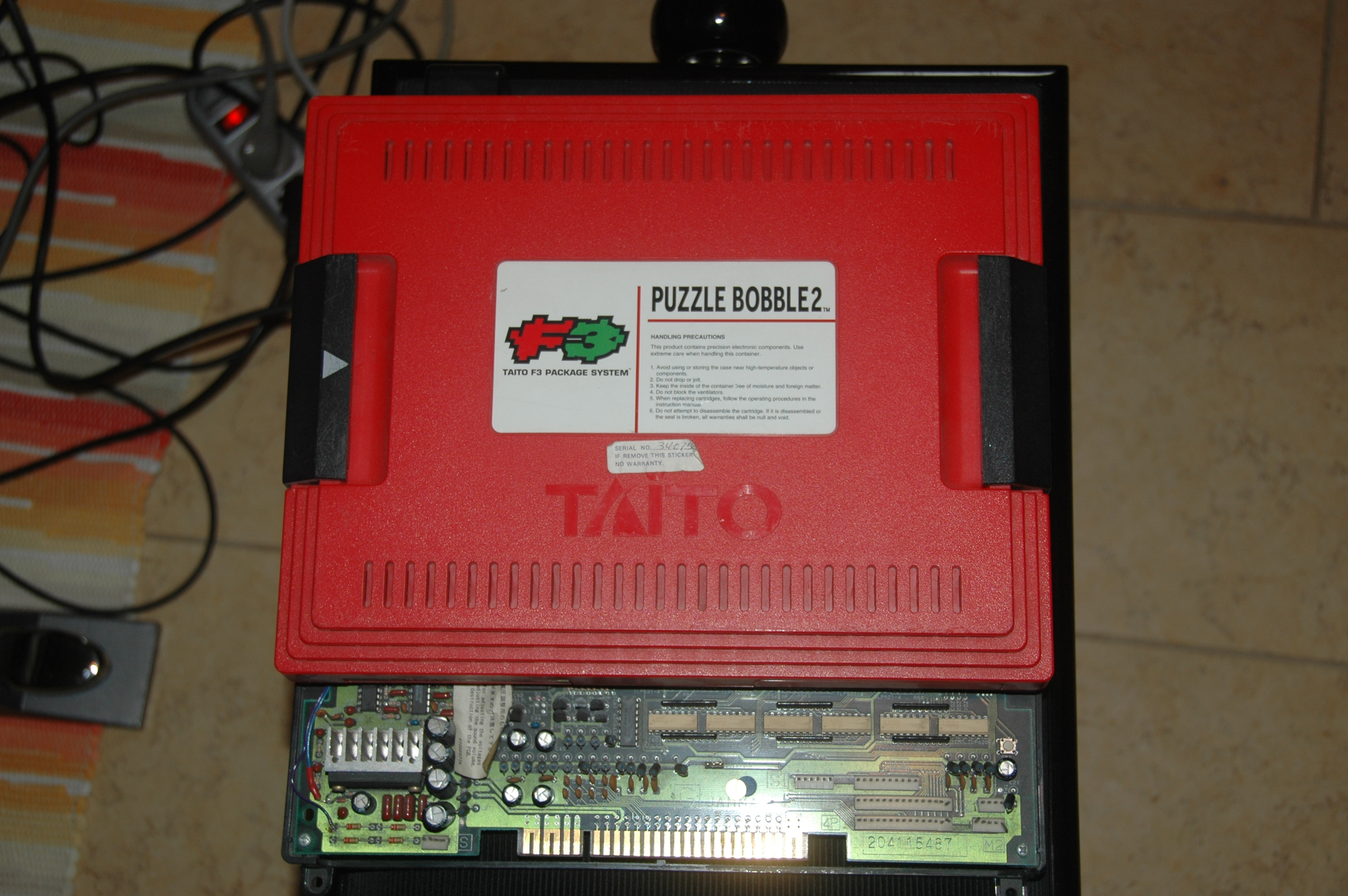
Taito-F3-Hauptplatine mit Puzzle-Bobble-2-Modul.

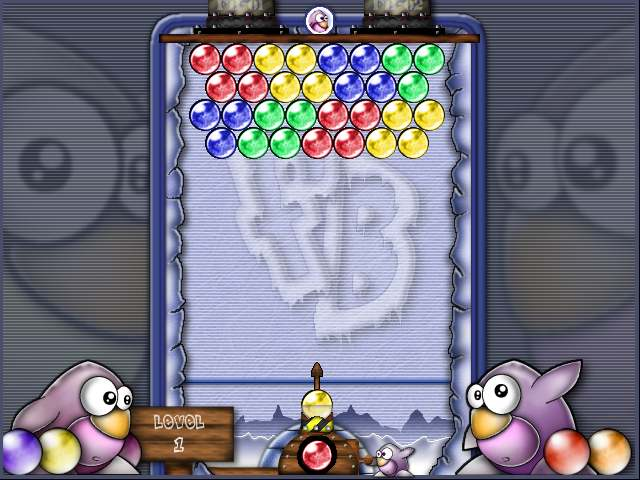
Screenshot des freien Puzzle-Bobble-Klons Frozen Bubble.

Dem Spiel folgten einige Nachfolger für verschiedene Plattformen. Außerdem zog das Spielprinzip mehrere Klone und Abwandlungen nach sich, wie etwa den freien Klon Frozen Bubble oder den Worms-Ableger Worms Blast mit leicht verändertem Spielprinzip. Besonders bekannt ist auch der Flash-Klon Bubble Shooter, welcher seit 2002 kostenlos im Webbrowser gespielt werden kann und dessen Umsetzung für Smartphones mehr als 50 Millionen Mal heruntergeladen wurde.
2020 gab Taito bekannt, dass man an einer VR-Umsetzung von Puzzle Bobble für die Oculus Quest arbeite.

### Nachfolger für Arcades
- Puzzle Bobble 2 / Bust-a-Move 2 / Bust-a-Move Again (1995) – auch für Neo Geo AES, Game Boy, PlayStation, Saturn, Nintendo 64 und Windows
- Puzzle Bobble 3 / Bust-a-Move 3 (1996) – auch für PlayStation, Nintendo 64 und Game Boy
- Puzzle Bobble 4 / Bust-a-Move 4 (1998) – auch für PlayStation, Game Boy Color und Dreamcast
- Super Puzzle Bobble / Super Bust-a-Move (1999) – auch für PlayStation 2 und Game Boy Advance

### Weitere Nachfolger
- Bust-A-Move Pocket (1999) – Neo Geo Pocket Color
- Bust-A-Move Millennium (2000) – Game Boy Color
- Super Puzzle Bobble 2 / Super Bust-a-Move 2 (2002) – PlayStation 2
- Puzzle Bobble Pocket (2004) – PlayStation Portable
- Ultra Puzzle Bobble / Ultra Bust-a-Move (2005) – Xbox
- Puzzle Bobble DS / Bust-a-Move DS (2005) – Nintendo DS
- Bust-a-Move Ghost / Bust-a-Move Deluxe (2006) – PlayStation Portable und PlayStation Vita
- Bust-A-Move Bash! (2007) – Nintendo Wii
- Puzzle Bobble Galaxy / Space Puzzle Bobble / Space Bust-A-Move (2009) – Nintendo DS
- Bust-a-Move Plus! (2009) – Nintendo Wii
- Bust-a-Move Live! (2009) – Xbox 360
- Puzzle Bobble Universe (2011) – Nintendo 3DS
- Puzzle Bobble Journey (2017) – iOS und Android
- Touhou Spell Bubble (2020) – Nintendo Switch – Puzzle-Bobble-Spiel mit Tohou-Thematik von Taito[10]
- Puzzle Bobble (2021) – Schneider CPC
- Puzzle Bobble (2022) – Commodore 64